# Augustin Bea
Augustin Bea, SJ (Riedböhringen, 28 de maio de 1881 - Roma, 16 de novembro de 1968), era um padre jesuíta e estudioso da Pontifícia Universidade Gregoriana, especializado em estudos bíblicos e arqueologia bíblica. Ele também serviu como confessor pessoal do Papa Pio XII.
Em 1959, o Papa João XXIII fez dele um cardeal da Igreja Católica. Serviu como o primeiro presidente do Secretariado para a Promoção da Unidade dos Cristãos de 1960 até sua morte. Bea foi uma importante estudioso bíblico e ecumenista, que influenciou bastante as relações cristão-judaicas durante o Concílio Vaticano II. Bea publicou vários livros, principalmente em latim, e 430 artigos.

## Biografia

### Início da vida e educação
Bea nasceu em Riedböhringen, hoje parte de Blumberg, Baden-Württemberg; seu pai era carpinteiro. Ele estudou nas universidades de Freiburg, Innsbruck, Berlim e em Valkenburg, a casa de estudos jesuítas na Holanda. Em 18 de abril de 1902, ele ingressou na Companhia de Jesus, pois "estava muito inclinado à vida acadêmica". Bea foi ordenado sacerdote em 25 de agosto de 1912, e terminou seus estudos em 1914.

### Ministério sacerdotal
Bea serviu como Superior da residência jesuíta em Aachen até 1917, quando começou a ensinar Escrituras em Valkenburg. De 1921 a 1924, Bea foi o superior da província da Alemanha. O Superior Geral Wlodimir Ledochowski o enviou a Roma, onde trabalhou como superior da Casa Bienal de Formação (1924-1928), professor do Pontifício Instituto Bíblico (1924-1949) e reitor do Instituto de Estudos Eclesiásticos Superiores (1924-1930). Em 1930, Bea foi nomeado reitor do Pontifício Instituto Bíblico, cargo em que permaneceu por dezenove anos.

### Ministério Consistório e Episcopal
Elevado ao posto de cardeal antes de sua consagração episcopal, Bea foi criado como cardeal-diácono de São Saba pelo Papa João XXIII no consistório de 14 de dezembro de 1959. Em 6 de junho de 1960, foi nomeado o primeiro presidente do recém-formado Secretariado para Promoção da Unidade Cristã, uma organização curial encarregada de assuntos ecumênicos. Somente dois anos depois, em 5 de abril de 1962, o cardeal Bea foi nomeado arcebispo titular da Germania na Numídia. Ele recebeu sua consagração no dia 19 de abril do próprio João XXIII, com os cardeais Giuseppe Pizzardo e Benedetto Aloisi Masella servindo como co-consagradores, na Arquibasílica de São João de Latrão. Ele renunciou ao cargo de arcebispo titular em 1963, um ano após a convocação do Concílio Vaticano II.
O cardeal Bea foi um dos eleitores no Conclave de 1963, que selecionou o Papa Paulo VI, e foi confirmado como presidente do Secretariado para a Promoção da Unidade dos Cristãos (renomeado Conselho Pontifício para a Promoção da Unidade dos Cristãos pelo Papa João Paulo II em 28 de junho de 1988) em 3 de janeiro de 1966.

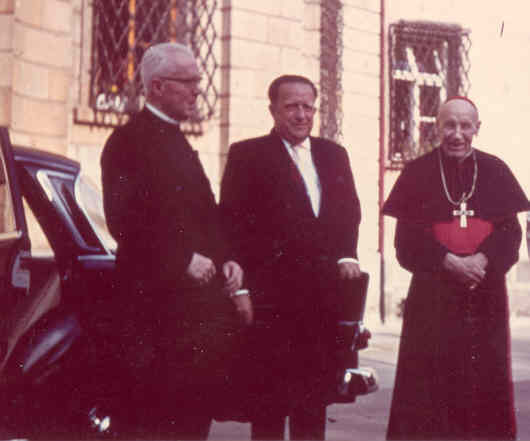
O cardeal Bea gostava de visitar a Floresta Negra, sua terra natal

O cardeal Bea morreu de uma infecção brônquica em Roma, com 87 anos de idade. Ele foi enterrado na abside da igreja paroquial de São Genésio em sua cidade natal, Riedböhringen, onde há um museu em homenagem a ele.

## Impacto e legado
Bea foi altamente influente no Concílio Vaticano II, na década de 1960, como uma força decisiva na redação do Aetate Nostra, que repudiava o Antissemitismo. Em 1963, ele manteve conversas secretas com Abraham J. Heschel, promovendo o diálogo católico-judeu. John Borelli, historiador do Vaticano II, observou que "foi preciso a vontade de João XXIII e a perseverança do cardeal Bea para impor a declaração ao Conselho". Durante uma sessão da Comissão Preparatória Central, ele também rejeitou a proposição de que os Padres do Conselho prestassem um juramento composto pelo Credo Niceno e pelo Juramento Anti-Modernista. Depois que Alfredo Ottaviani, o chefe fortemente conservador do Santo Ofício, apresentou seu rascunho do esquema sobre as fontes da Revelação divina, Bea afirmou que "fecharia a porta à Europa intelectual e às mãos estendidas da amizade nos velhos tempos" e novo mundo ". Ele serviu em numerosos corpos ecumênicos e foi autor de nove obras, incluindo A Igreja e o Povo Judeu.
Bea foi confessor do Papa Pio XII de 1945 até sua morte em 1958. A encíclica Divino Afflante Spiritu foi moldada por Bea e Jacques-Marie Voste, OP (secretário da Pontifícia Comissão Bíblica).
Quando Pio XII propôs a nomeação de Bea para o Colégio de Cardeais em 1946, o Superior Geral Jean-Baptiste Janssens se manifestou contra, pois muitos sentiram que a Santa Sé estava mostrando tratamento preferencial aos jesuítas. Ele teve durante algum tempo como seu secretário o sacerdote jesuíta Malachi Martin. Entre seus outros escritórios, Bea foi consultor de várias congregações romanas.

## Poema do Deus homem
Como confessor do Papa Pio XII, Bea foi fundamental para contornar a hierarquia do Vaticano para ajudar o Padre Corrado Berti a entregar uma cópia do livro Poema do Homem-Deus a Pio XII quando o Padre Berti se aproximou de Bea e Mons. Alphonso Carinci, com uma cópia datilografada do manuscrito dos escritos de Maria Valtorta em 1947. Com a assistência de Bea, o manuscrito foi entregue a Pio XII e o padre Berti e o padre Migliorini receberam uma audiência papal. No entanto, Bea também era consultor do Santo Ofício na época em que condenou o livro, assim como o teólogo dominicano Reginald Garrigou-Lagrange.